# Scott Barchard Wilson
Pour les articles homonymes, voir Scott Wilson et Wilson.
Scott Barchard Wilson est un ornithologue et un explorateur britannique, né en 1865 et mort en 1923.
Il est envoyé par Alfred Newton (1829-1907) pour étudier et récolter des oiseaux d’Hawaï (1887). Il fait paraître, à son retour, et avec Arthur Humble Evans (1855-1943), Aves Hawaiienses (1890-1899), les illustrations sont de Frederick William Frohawk (1861-1946).

## Source
- Errol Fuller (2000). Extinct Birds, Oxford University Press : 398 p.  (ISBN 0-19-850837-9).